# Giuseppe Patroni Griffi
Giuseppe Patroni Griffi (Nápoles, 27 de dezembro de 1921 — Roma, 15 de dezembro de 2005) foi um dramaturgo, roteirista e diretor de cinema italiano.
De aristocrática família napolitana, Patroni Griffi é considerado um dos mais importantes contribuidores para o teatro e cinema italiano. Diretor artístico doTeatro Eliseo de Roma (2002-2005), a sua memória foi decidido dedicar o teatro.
Patroni Griffi também participou em várias produções televisivas de ópera, incluindo Tosca, de Giacomo Puccini (1992) e La Traviata, de Giuseppe Verdi (2000). Suas inúmeras produções teatrais incluem obras de Pirandello, Eduardo De Filippo, Jean Cocteau e Tennessee Williams.
Como escritor, publicou Ragazzo di Trastevere, uma coleção de histórias curtas, em 1955.

## Filmografia
Como diretor
- La romana (1988) (TV)
- Il mare (1962)
- Metti una sera a cena (1969), com Jean-Louis Trintignant e Florinda Bolkan
- Addio, fratello crudele (1971), com Charlotte Rampling e Fabio Testi
- Identikit (1974), com Elizabeth Taylor
- Divina creatura (1975), com Laura Antonelli, Marcello Mastroianni e Terence Stamp
- La gabbia (1985), com Laura Antonelli, Tony Musante e Florinda Bolkan

Como roteirista
- Canzoni di mezzo secolo (1952)
- Canzoni, canzoni, canzoni (1953)
- I magliari (1959)
- Lettere di una novizia (1960)
- La ragazza con la valigia (1961)
- Il mare (1962)
- Anima nera (1962)
- I cuori infranti (1963) (episódio: La manina di Fatma)
- Le streghe (1967) (episódio: La strega bruciata viva)
- C'era una volta… (1967)
- Metti una sera a cena (1969)
- Addio, fratello crudele (1971)
- D'amore si muore (1972)
- Identikit (1974)
- Divina creatura (1975)
- La romana (1988) (TV)
- Femmina (1998)

## Peças de teatro
- D'amore si muore
- In memoria di una signora amica
- Metti, una sera a cena
- Prima del silenzio
- Persone naturali e strafottenti
- Anima nera
- Una tragedia reale
- Napoli notte e giorno di Raffaele Viviani con Angela Luce e Mariano Rigillo
- Napoli chi resta chi parte di R. Viviani (1975) con Angela Luce e Massimo Ranieri
- Walzer dei cani di L. N. Andreev (1977)
- Nata ieri (1996)